# The Writing on the Wall (film 1916)
The Writing on the Wall è un film muto del 1916 diretto da Tefft Johnson. La sceneggiatura di Marguerite Bertsch si basa sull'omonimo lavoro teatrale di Olga Nethersole (New York 26 aprile 1909) e sul romanzo The Writing on the Wall: A Novel Founded on Olga Nethersole's Play by William J. Hurlbut di Edward Marshall e William Hurlbut, pubblicato a New York nel 1909.

## Produzione
Il film fu prodotto dalla Vitagraph Company of America (come A Blue Ribbon Feature).

## Distribuzione
Il copyright del film, richiesto da The Vitagraph Co. of America, fu registrato il 25 gennaio 1916 con il numero LP7497.
Distribuito dalla V-L-S-E, il film uscì nelle sale cinematografiche statunitensi il 14 febbraio 1916.